# Asche zu Asche
«Asche zu Asche» (с нем. — «Пепел к пеплу») — восьмой сингл группы Rammstein.
Сингл был включён на бонусный CD к специальному изданию альбома Sehnsucht (Australian Tour Edition). Он содержит оригинальную песню «Asche zu Asche» и пять треков из Live Aus Berlin. Сингл распространялся только в Австралии, в поддержку фестиваля Big Day Out 2001, на котором выступала группа. Название является частью библейской цитаты «Пепел к пеплу, прах к праху». Песня повествует от первого лица о мести призрака сожжённого человека, который придет к своему палачу через десять дней после казни, чтобы отомстить. В конце песни полная цитата много раз повторяется, отображая главную мысль песни.

## Живое исполнение
Песня исполнялась на концертах Herzeleid, Sehnsucht, Mutter туров. В мае 2005 «Asche zu Asche» заменила песню «Rein Raus» в трек-листах концертов и исполнялась до конца Reise, Reise тура. Во время Liebe ist für alle da тура заменила песню «Ich tu dir weh» на некоторых концертах в Германии.
«Asche zu Asche» исполнялась на каждом концерте Made in Germany тура. Помимо горящих микрофонных стоек, на сцену пускается дым (эффект появился раньше горящих микрофонов), а в туре Made in Germany на поясе Тилля закреплены дымовые шашки.
«Asche zu Asche» Вернулась на время Stadium Tour 2024 спустя 11 лет заменив песню «Giftig».

## Список композиций
| №  | Название                                                                                  | Длительность |
| -- | ----------------------------------------------------------------------------------------- | ------------ |
| 1. | «Asche zu Asche (Studio Version)» (Пепел к пеплу)                                         | 3:51         |
| 2. | «Spiel mit mir (Live Version)» (Поиграй со мной)                                          | 5:22         |
| 3. | «Laichzeit (Live Version)» (Время нереста)                                                | 5:14         |
| 4. | «Wollt ihr das Bett in Flammen sehen? (Live Version)» (Вы хотите увидеть постель в огне?) | 5:52         |
| 5. | «Engel (Live Version)» (Ангел)                                                            | 5:57         |
| 6. | «Asche zu Asche (Live Version)» (Пепел к пеплу)                                           | 3:24         |

## Позиции в хит-парадах
| Хит-парад                     | Наивысшая позиция |
| ----------------------------- | ----------------- |
| Australian ARIA Singles Chart | 94                |

## Над синглом работали
- Тилль Линдеманн — вокал
- Рихард Круспе — соло-гитара, бэк-вокал
- Пауль Ландерс — ритм-гитара, бэк-вокал
- Оливер Ридель — бас-гитара
- Кристиан Лоренц — клавишные
- Кристоф Шнайдер — ударные